# دوري كرة القدم الإنجليزي 1961–62
دوري كرة القدم الإنجليزي 1961–62 (بالإنجليزية: 1961–62 Football League First Division)‏ هو موسم من دوري كرة القدم الإنجليزي. أقيم خلال الفترة 19 أغسطس 1961 وحتى 30 أبريل 1962، وفاز فيه إيبسويتش تاون.